# Pir Sultan Abdal
 (août 2020).
Si vous disposez d'ouvrages ou d'articles de référence ou si vous connaissez des sites web de qualité traitant du thème abordé ici, merci de compléter l'article en donnant les références utiles à sa vérifiabilité et en les liant à la section « Notes et références ».
Pir Sultan Abdal est un poète turc alévi du XVIe siècle, né dans le village de Banaz, dans la province de Sivas (sa date de naissance n'est pas connue). En 1560, les autorités ottomanes le font arrêter et exécuter par pendaison.
Membre de la confrérie de Haci Bektas Veli, il est considéré comme l'une des grandes figures de l'alévisme.

## Biographie
On ne connaît quasiment rien de la vie de Pir Sultan Abdal, sinon qu'il a vécu la plus grande partie de son existence dans le village de Banaz, dans le district de Yıldızeli de la province de Sivas, à l'époque du règne de Süleyman 1er et du Shah d'Iran Tâhmasb 1er.
Suivant la légende transmise par la poésie alévie, la famille de Pir Sultan serait originaire du Yémen et descendrait du petit fils de l'Imam Ali, le quatrième Imam Zeynel-Abidin. La famille se serait ensuite installée à Sivas, dans la région de la Yıldız Dağ. Le nom de naissance du poète serait Haydar.
Toujours suivant la légende, alors qu'il a sept ans et qu'il garde les troupeaux de son père dans la montagne, Haydar fait un rêve. Il voit un vieil homme à barbe blanche qui l'interpelle : il s'agit de Hacı Bektaş Veli. Celui-ci lui donne le nom de Pir Sultan et lui prédit qu'il deviendra un poète en quête de vérité. 
Accusé d'avoir participé à un soulèvement soutenu par le Shah d'Iran et de s'être livré à des activités d'espionnage pour le compte de celui-ci, il aurait été pendu à Sivas par le gouverneur ottoman Hızır Paşa. La date de cette exécution n'est elle-même pas claire : elle oscille entre 1547-1551 et 1587-1590.

## Postérité
Sa légende et son œuvre ont été transmises exclusivement par la voie orale.
Pir Sultan Abdal est la figure dominante de la tradition orale lyrique turque alévie bektashi. Il est considéré comme l'un des sept grands bardes de la littérature populaire turque, les Yedi ulu Ozan.

### Une tournée théâtrale mouvementée (1969)
En 1969, alors que la campagne électorale bat son plein, une troupe de théâtre d'Ankara, les Halk Oyuncuları (les acteurs populaires) met en scène une pièce d'Erol Toy, qui a pour thème la vie de Pir Sultan Abdal. La tournée est d'emblée tendue. À Elazig, le 21 août, l'arrivée de la troupe est marquée par des incidents: les acteurs sont attaqués à coups de pierres et de bâtons. En conséquence, la préfecture interdit la représentation. Quelques jours plus tard, alors que les acteurs viennent d'arriver dans la ville de Tunceli (Dêrsim), le préfet y interdit aussi la pièce, pour éviter que ne se reproduisent les incidents d'Elazig. Mais cette mesure provoque des protestations et une émeute. La police ouvre le feu sur la foule, et deux manifestants (Mehmet Doğan Kılan et Aziz Günel) sont tués, tandis que huit autres sont blessés. Les acteurs, ainsi qu'une centaine de personnes, dont les dirigeants locaux du Parti des travailleurs de Turquie, comme Kemal Burkay, sont arrêtés, placés en garde à vue et torturés.  Le directeur de la Sûreté sera démis de ses fonctions, mais la région restera marquée par la violence de ces incidents,,.

### Le Festival Pir Sultan Abdal
En 1979, une statue de Pir Sultan Abdal, œuvre de Cahit Koççoban, est érigée dans les environs du village de Banaz. Au mois de juin de la même année est organisé un premier festival culturel en l'honneur du poète. Une deuxième édition a lieu en 1980 mais, à la suite du coup d'État militaire de septembre 1980, le festival est abandonné jusqu'en 1992, où il est organisé pour la troisième fois.

### Le massacre de Sivas (1993)
Lors de la préparation de la quatrième édition du festival, qui doit avoir lieu les 3 et 4 juillet 1993, une foule en délire, excitée probablement par des islamistes radicaux, prend d’assaut l’hôtel de la ville de Sivas qui héberge des intellectuels et des artistes alévis, devant des forces de l'ordre demeurant passives. L'hôtel est incendié et 35 artistes périssent dans les flammes.

## Œuvres

### Lesdeyiş
La production de Pir Sultan Abdal est composée de deyiş (pluriel : deyişler). Ce terme désigne de manière générale les textes lyriques ésotériques attribués aux poètes alévis.

### Poèmes
Je suis l’amant d’une belle mes seigneurs
C’est pourquoi le monde me jette des pierres
Le jour dans mes songes la nuit dans mes rêves
Le vent me disperse de poussière en poussière
Je voudrais être rose blanche contre ta joue rouge
Être ceinture pour embrasser tes fines hanches
Être esclave vendu sur les marchés
Achète moi ma bien-aimée pour me serrer contre toi
Un jour, de mon saz je n'ai pas joué
Le lendemain ma voix était nouée
Il y a quatre choses indispensables à tout homme
Le savoir et les bonnes manières, le souffle et un instrument…[réf. nécessaire]